# Harold Bolingbroke Mudie
Harold Bolingbroke Mudie (* 30. Januar 1880 in London; † 6. Januar 1916 in Frankreich) war ein britischer Börsenhändler und Esperantist.

## Biografie
1903 gründete Mudie The British Esperantist, mit finanzieller Garantie von William Thomas Stead. Mudie wurde zuerst Vizepräsident, danach 1912 Präsident der Britischen Esperanto-Vereinigung. Im Jahre 1908 wurde er Gründungspräsident des Esperanto-Weltbundes. Er starb als Soldat im Januar 1916 bei einem Unfall in Frankreich.
| Personendaten    | Personendaten                            |
| ---------------- | ---------------------------------------- |
| NAME             | Mudie, Harold Bolingbroke                |
| KURZBESCHREIBUNG | britischer Börsenhändler und Esperantist |
| GEBURTSDATUM     | 30. Januar 1880                          |
| GEBURTSORT       | London                                   |
| STERBEDATUM      | 6. Januar 1916                           |
| STERBEORT        | Frankreich                               |